# 환상특급
《환상특급》(The Twilight Zone)은 미국의 각본 작가 로드 설링에 의해 제작된 텔레비전 앤솔로지 시리즈이다. 오리지널 시리즈는 총 156편의 에피소드로 구성되어 있으며, 환상, SF, 호러, 미스터리 등의 내용이 주를 이룬다. 환상특급은 설링의 우상이자, 라디오 작가인 노만 코윈이 기획한 〈엑스 마이너스 원〉같은 라디오 프로그램의 전통을 물려받았다.
환상특급은 높은 인기와 상업적 성공을 거두었으며, 이후 많은 미국의 TV프로그램과 일본 후지 TV의 기묘한 이야기에서 한국 MBC의 환상여행까지 수많은 영상물에 영향을 미쳤고, 문학계에 "환상특급문학"이라는 장르가 생겨날 정도였다.
1950년대 말에 방영된 오리지널 시리즈와 1980년대 제작된 리바이벌 시리즈, 2000년대 제작된 제2차 리바이벌 시리즈가 있다. 대한민국에서는 1980년대 제작된 제1차 리바이벌 시리즈가 KBS를 통해 방영된 바 있다. 2019년 세 번째 리메이크가 방영되었다.